# Erika Kirst
Erika Kirst (* als Erika Bergmann) ist eine ehemalige deutsche Handballspielerin.

## Werdegang
Die Rostockerin bestritt 28 Länderspiele für die Deutsche Demokratische Republik. Mit ihrem Verein SC Empor Rostock wurde sie DDR-Meisterin.
Ab 1971 spielte sie in West-Deutschland bei Union 03 Altona. Mit den Hamburgerinnen wurde sie 1972 deutsche Meisterin. Beim 11:7-Endspielsieg gegen Leverkusen erzielte sie zwei Tore. Sie wohnte zu dieser Zeit in Fulda, wo ihr Ehemann Werner Kirst eine Anstellung als Sportlehrer hatte. Im Spieljahr 1972/73 nahm sie mit Union am Europapokal teil, dort erfolgte im Achtelfinale gegen RK Radnicki Belgrad das Ausscheiden.